# Dudhkunda
Dudhkunda (Nepali दूधकुण्ड) ist eine Stadt (Munizipalität) im östlichen Nepal im Distrikt Solukhumbu in der Provinz Koshi. 
Im Teilort Salleri befindet sich die Distriktverwaltung. Außerdem verfügt Dudhkunda über einen Flugplatz, den Phaplu Airport.
Die Stadt Dudhkunda entstand Ende 2014 durch Zusammenlegung der Village Development Committees Beni, Garma, Loding Tamakhani und Salleri.
Das Stadtgebiet umfasst 254,3 km².

## Einwohner
Bei der Volkszählung 2011 hatten die VDCs, aus welchen die Stadt Dudhkunda entstand, 11.247 Einwohner (davon 5388 männlich) in 2789 Haushalten.